# تهره دان
تَهره دان (بالفارسية: تهره دان) هي منطقة سكنية من نواحي بلدة أشكنان مقاطعة لامرد في محافظة فارس إيران.

## السكان
تقع هذه القرية في قسم أشكنان وحسب احصاءات سنة 2006 كان عدد السكان 8 نسمة في 5 مسكن.